# Jia Perkins
Jia Dorene Perkins (Newburgh, 23 de febrero de 1982) es una baloncestista estadounidense de la Women's National Basketball Association (WNBA) que ocupa la posición de escolta.
Fue reclutada por los Charlotte Sting en la 35° posición de la tercera ronda del Draft de la WNBA de 2004, equipo donde militó entre 2004 y 2005; además, fue parte de los Charlotte Sting (2004–2005), Chicago Sky (2006–2010) y San Antonio Stars (desde 2011). Por otro lado, jugó por los israelíes Electra Ramat-Hasharon (2007–2008) y los turcos de Galatasaray (2009–2010).
En 2009 fue seleccionada para el All-Star Game de la WNBA, mientras que en 2013 formó parte del segundo Mejor quinteto defensivo de la WNBA.

## Estadísticas

### Totales
| Año                                                                                              | Equipo | J   | JI  | MJ   | TC   | ITC  | TC%  | 3P  | 3PA  | 3P%  | 2P   | 2PA  | 2P%  | TL  | ITL | TL%  | RBO | RBD | RBT  | AST | STL | BLK | TOV | PF  | PTS  |
| ------------------------------------------------------------------------------------------------ | ------ | --- | --- | ---- | ---- | ---- | ---- | --- | ---- | ---- | ---- | ---- | ---- | --- | --- | ---- | --- | --- | ---- | --- | --- | --- | --- | --- | ---- |
| 2004                                                                                             | CHA    | 4   | 0   | 17   | 0    | 5    | .000 | 0   | 0    |      | 0    | 5    | .000 | 3   | 4   | .750 | 1   | 2   | 3    | 1   | 3   | 0   | 1   | 2   | 3    |
| 2005                                                                                             | CHA    | 30  | 11  | 464  | 64   | 151  | .424 | 3   | 9    | .333 | 61   | 142  | .430 | 19  | 30  | .633 | 24  | 20  | 44   | 32  | 29  | 9   | 32  | 45  | 150  |
| 2006                                                                                             | CHI    | 30  | 27  | 841  | 105  | 299  | .351 | 18  | 65   | .277 | 87   | 234  | .372 | 54  | 67  | .806 | 33  | 74  | 107  | 97  | 43  | 13  | 56  | 72  | 282  |
| 2007                                                                                             | CHI    | 33  | 5   | 762  | 153  | 330  | .464 | 39  | 90   | .433 | 114  | 240  | .475 | 41  | 53  | .774 | 30  | 80  | 110  | 75  | 50  | 7   | 51  | 65  | 386  |
| 2008                                                                                             | CHI    | 34  | 34  | 1083 | 213  | 488  | .436 | 45  | 124  | .363 | 168  | 364  | .462 | 106 | 119 | .891 | 44  | 93  | 137  | 96  | 64  | 10  | 61  | 76  | 577  |
| 2009 ★                                                                                           | CHI    | 34  | 34  | 931  | 158  | 379  | .417 | 30  | 78   | .385 | 128  | 301  | .425 | 104 | 123 | .846 | 28  | 88  | 116  | 100 | 73  | 6   | 55  | 78  | 450  |
| 2010                                                                                             | CHI    | 34  | 34  | 936  | 145  | 366  | .396 | 38  | 109  | .349 | 107  | 257  | .416 | 35  | 43  | .814 | 35  | 63  | 98   | 83  | 56  | 6   | 40  | 61  | 363  |
| 2011                                                                                             | SAS    | 34  | 8   | 852  | 154  | 368  | .418 | 40  | 128  | .313 | 114  | 240  | .475 | 60  | 71  | .845 | 22  | 96  | 118  | 47  | 44  | 9   | 35  | 48  | 408  |
| 2012                                                                                             | SAS    | 33  | 3   | 759  | 128  | 337  | .380 | 49  | 127  | .386 | 79   | 210  | .376 | 46  | 61  | .754 | 17  | 75  | 92   | 64  | 53  | 12  | 29  | 44  | 351  |
| 2013                                                                                             | SAS    | 34  | 33  | 1037 | 181  | 452  | .400 | 45  | 116  | .388 | 136  | 336  | .405 | 64  | 74  | .865 | 26  | 81  | 107  | 69  | 80  | 10  | 49  | 58  | 471  |
| 2014                                                                                             | SAS    | 23  | 2   | 519  | 107  | 242  | .442 | 39  | 95   | .411 | 68   | 147  | .463 | 34  | 38  | .895 | 11  | 41  | 52   | 38  | 34  | 5   | 22  | 29  | 287  |
| 2015                                                                                             | SAS    | 26  | 26  | 710  | 124  | 330  | .376 | 25  | 92   | .272 | 99   | 238  | .416 | 73  | 83  | .880 | 20  | 59  | 79   | 45  | 38  | 8   | 32  | 45  | 346  |
| Carrera                                                                                          |        | 349 | 217 | 8911 | 1532 | 3747 | .409 | 371 | 1033 | .359 | 1161 | 2714 | .428 | 639 | 766 | .834 | 291 | 772 | 1063 | 747 | 567 | 95  | 463 | 623 | 4074 |
| Notas: J=Juegos; JI=Juegos iniciales; MJ=Minutos jugados; ITC=Intentos de TC; ITL=Intentos de TL |        |     |     |      |      |      |      |     |      |      |      |      |      |     |     |      |     |     |      |     |     |     |     |     |      |

### Por juego
| Año                                                                                              | Equipo | J   | JI  | MJ   | TC  | ITC  | TC%  | 3P  | 3PA | 3P%  | 2P  | 2PA  | 2P%  | TL  | ITL | TL%  | RBO | RBD | RBT | AST | STL | BLK | TOV | PF  | PTS  |
| ------------------------------------------------------------------------------------------------ | ------ | --- | --- | ---- | --- | ---- | ---- | --- | --- | ---- | --- | ---- | ---- | --- | --- | ---- | --- | --- | --- | --- | --- | --- | --- | --- | ---- |
| 2004                                                                                             | CHA    | 4   | 0   | 4.3  | 0.0 | 1.3  | .000 | 0.0 | 0.0 |      | 0.0 | 1.3  | .000 | 0.8 | 1.0 | .750 | 0.3 | 0.5 | 0.8 | 0.3 | 0.8 | 0.0 | 0.3 | 0.5 | 0.8  |
| 2005                                                                                             | CHA    | 30  | 11  | 15.5 | 2.1 | 5.0  | .424 | 0.1 | 0.3 | .333 | 2.0 | 4.7  | .430 | 0.6 | 1.0 | .633 | 0.8 | 0.7 | 1.5 | 1.1 | 1.0 | 0.3 | 1.1 | 1.5 | 5.0  |
| 2006                                                                                             | CHI    | 30  | 27  | 28.0 | 3.5 | 10.0 | .351 | 0.6 | 2.2 | .277 | 2.9 | 7.8  | .372 | 1.8 | 2.2 | .806 | 1.1 | 2.5 | 3.6 | 3.2 | 1.4 | 0.4 | 1.9 | 2.4 | 9.4  |
| 2007                                                                                             | CHI    | 33  | 5   | 23.1 | 4.6 | 10.0 | .464 | 1.2 | 2.7 | .433 | 3.5 | 7.3  | .475 | 1.2 | 1.6 | .774 | 0.9 | 2.4 | 3.3 | 2.3 | 1.5 | 0.2 | 1.5 | 2.0 | 11.7 |
| 2008                                                                                             | CHI    | 34  | 34  | 31.9 | 6.3 | 14.4 | .436 | 1.3 | 3.6 | .363 | 4.9 | 10.7 | .462 | 3.1 | 3.5 | .891 | 1.3 | 2.7 | 4.0 | 2.8 | 1.9 | 0.3 | 1.8 | 2.2 | 17.0 |
| 2009                                                                                             | CHI    | 34  | 34  | 27.4 | 4.6 | 11.1 | .417 | 0.9 | 2.3 | .385 | 3.8 | 8.9  | .425 | 3.1 | 3.6 | .846 | 0.8 | 2.6 | 3.4 | 2.9 | 2.1 | 0.2 | 1.6 | 2.3 | 13.2 |
| 2010                                                                                             | CHI    | 34  | 34  | 27.5 | 4.3 | 10.8 | .396 | 1.1 | 3.2 | .349 | 3.1 | 7.6  | .416 | 1.0 | 1.3 | .814 | 1.0 | 1.9 | 2.9 | 2.4 | 1.6 | 0.2 | 1.2 | 1.8 | 10.7 |
| 2011                                                                                             | SAS    | 34  | 8   | 25.1 | 4.5 | 10.8 | .418 | 1.2 | 3.8 | .313 | 3.4 | 7.1  | .475 | 1.8 | 2.1 | .845 | 0.6 | 2.8 | 3.5 | 1.4 | 1.3 | 0.3 | 1.0 | 1.4 | 12.0 |
| 2012                                                                                             | SAS    | 33  | 3   | 23.0 | 3.9 | 10.2 | .380 | 1.5 | 3.8 | .386 | 2.4 | 6.4  | .376 | 1.4 | 1.8 | .754 | 0.5 | 2.3 | 2.8 | 1.9 | 1.6 | 0.4 | 0.9 | 1.3 | 10.6 |
| 2013                                                                                             | SAS    | 34  | 33  | 30.5 | 5.3 | 13.3 | .400 | 1.3 | 3.4 | .388 | 4.0 | 9.9  | .405 | 1.9 | 2.2 | .865 | 0.8 | 2.4 | 3.1 | 2.0 | 2.4 | 0.3 | 1.4 | 1.7 | 13.9 |
| 2014                                                                                             | SAS    | 23  | 2   | 22.6 | 4.7 | 10.5 | .442 | 1.7 | 4.1 | .411 | 3.0 | 6.4  | .463 | 1.5 | 1.7 | .895 | 0.5 | 1.8 | 2.3 | 1.7 | 1.5 | 0.2 | 1.0 | 1.3 | 12.5 |
| 2015                                                                                             | SAS    | 26  | 26  | 27.3 | 4.8 | 12.7 | .376 | 1.0 | 3.5 | .272 | 3.8 | 9.2  | .416 | 2.8 | 3.2 | .880 | 0.8 | 2.3 | 3.0 | 1.7 | 1.5 | 0.3 | 1.2 | 1.7 | 13.3 |
| Carrera                                                                                          |        | 349 | 217 | 25.5 | 4.4 | 10.7 | .409 | 1.1 | 3.0 | .359 | 3.3 | 7.8  | .428 | 1.8 | 2.2 | .834 | 0.8 | 2.2 | 3.0 | 2.1 | 1.6 | 0.3 | 1.3 | 1.8 | 11.7 |
| Notas: J=Juegos; JI=Juegos iniciales; MJ=Minutos jugados; ITC=Intentos de TC; ITL=Intentos de TL |        |     |     |      |     |      |      |     |     |      |     |      |      |     |     |      |     |     |     |     |     |     |     |     |      |